# Mesonitys taeniata
Mesonitys taeniata är en insektsart som först beskrevs av Schmidt 1906.  Mesonitys taeniata ingår i släktet Mesonitys och familjen Eurybrachidae. Inga underarter finns listade i Catalogue of Life.